# Max Hayduck
Max Hayduck (* 22. August 1842 in Stralsund; † 5. Oktober 1899 in Berlin) war ein deutscher Chemiker und Brauwissenschaftler.

## Leben
Hayduck entstammte einer Gelehrtenfamilie; sein Bruder war der Altphilologe und Gymnasialdirektor Michael Hayduck. Er studierte in Greifswald erst Pharmazie, dann Chemie. Als Schüler von Limpricht und Schwanert dissertierte er 1873 und arbeitete anschließend als Assistent im organischen Laboratorium der Gewerbe-Akademie in Berlin, später als Lehrer in Landsberg/Warthe und in Potsdam.
1879 begann er als wissenschaftlicher Mitarbeiter an der Versuchsanstalt des Vereins der Spiritusfabrikanten, die später mit der 1883 gegründeten Versuchs- und Lehranstalt für Brauerei das Institut für Gärungsgewerbe (IfG) gründete. Dort übernahm er die Leitung des technisch-wissenschaftlichen Laboratoriums sowie den Chemie- und Physikunterricht.